# Béla Vég
Béla Vég (Geburtsname: Bela Wéber; * 28. Juli 1922 in Budapest; † 13. Februar 2004 ebenda) war ein Politiker in der Volksrepublik Ungarn, der zwischen 1953 und 1956 Sekretär des Zentralkomitees der Partei der Ungarischen Werktätigen MDP (Magyar Dolgozók Pártja) war und als Anhänger des MDP-Generalsekretärs Mátyás Rákosi gemeinsam mit Lajos Ácz im Zeitraum von Juli bis November 1956 als Triumvirat die Parteiführung bildete. Nach dem Volksaufstand 1956 verlor er seine politischen Ämter.

## Leben

### Berufsausbildung, Gewerkschafts- und Parteifunktionär

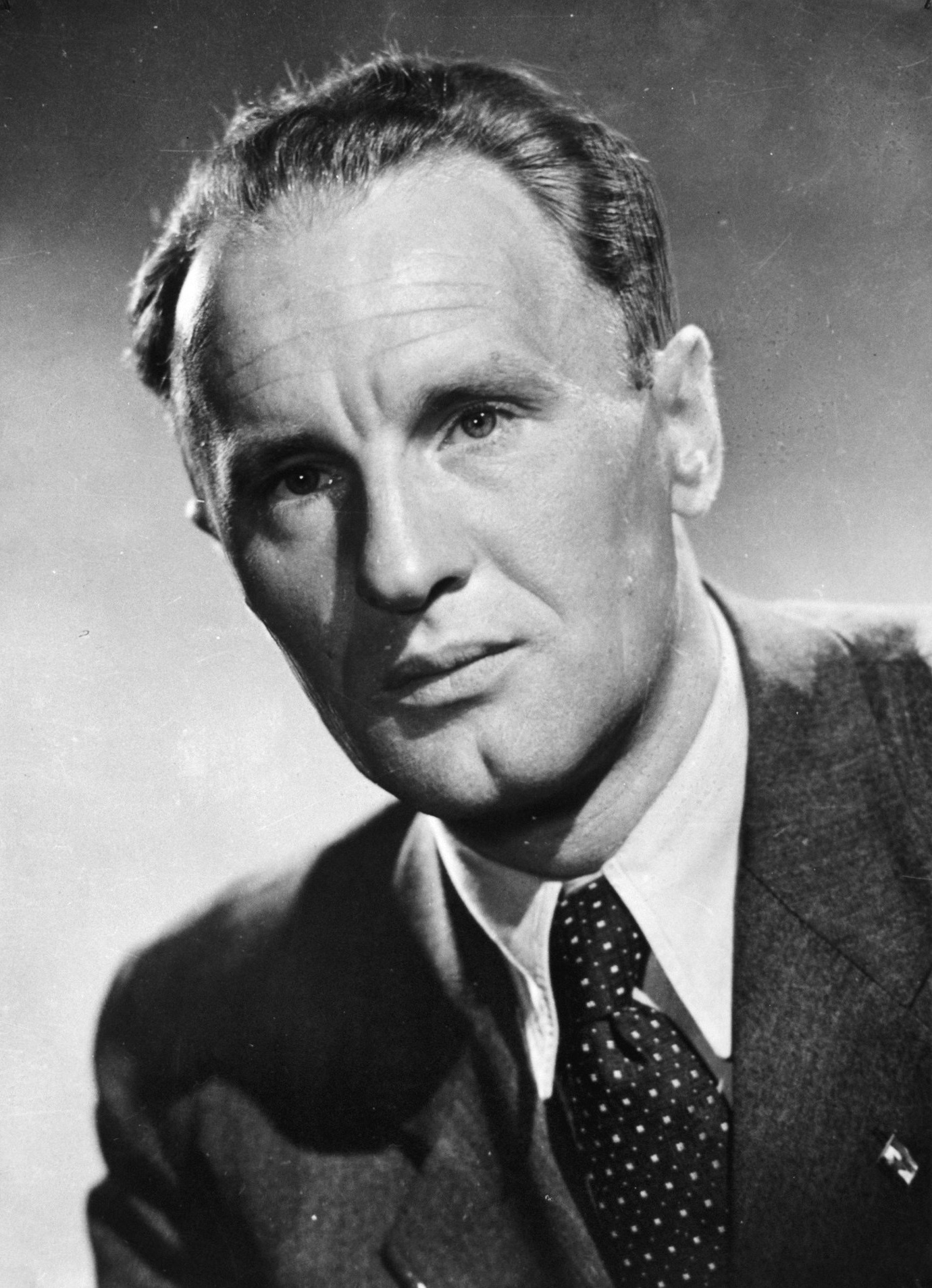
Vég war von 1947 bis 1949 Referent des späteren Staats- und Parteichefs János Kádár.

Béla Vég, Sohn des Eisengießers, Schiffsindustriekaufmanns und sozialdemokratischen Gewerkschaftsfunktionärs József Wéber und dessen Ehefrau Mária Zsuvel, besuchte zwischen 1928 und 1936 die Grundschule sowie die weiterführende Schule in Budapest und absolvierte daraufhin von 1936 bis 1939 eine Berufsausbildung zum Dessinateur. Er arbeitete daraufhin von 1939 bis 1944 als Mustermacher bei Ganz és Társa-Danubius Villamossági-, Gép-, Waggon- és Hajógyár Rt., einem Unternehmen, das Produkte für Elektro-, Maschinen-, Wagen- und Werftbau herstellte. 1939 wurde er Mitglied der Gewerkschaft der Mustermacher (Magyarországi Mintakészítők Egylet) sowie 1940 Mitglied der illegalen Partei der Kommunisten Ungarns (KMP). Am Ende des Zweiten Weltkrieges wurde er im September 1944 für den Militärdienst zum Festungsbau in Székesfehérvár eingezogen und versteckte sich nach seiner Fahnenflucht im November 1944 und versteckte er sich in der Hauptstadt bis zum Eintreffen der sowjetischen Roten Armee während der Schlacht um Budapest (29. Oktober 1944 bis 13. Februar 1945).
Danach war Vég von 1945 bis 1946 wieder für Ganz és Társa-Danubius tätig und dort zugleich auch Mitglied des Betriebsrates. Nachdem er 1946 für zwei Monate die Parteischule in Debrecen besucht hatte, war er von 1946 bis 1947 Organisationssekretär des Parteikomitees der Ungarischen Kommunistischen Partei MKP (Magyar Kommunista Párt) im XIII. Budapester Bezirk. Im Anschluss war er als Referent von János Kádár zwischen 1947 und 1949 politischer Mitarbeiter der Organisationsabteilung des Komitees der MKP von Groß-Budapest sowie daraufhin von März 1949 bis Mai 1950 erst Leiter der Organisationsabteilung des Nationalen Verbandes der Bauern und Landarbeiter DPFOSZ (Dolgozó Parasztok és Földmunkások Országos Szövetsége), deren stellvertretender Generalsekretär er zwischen Mai und Oktober 1950 war. Nach der Zusammenlegung der MKP mit der Sozialdemokratischen Partei Ungarns MSZDP (Magyarországi Szociáldemokrata Párt) am 12. Juni 1948 wurde er Mitglied der daraus entstandenen Partei der Ungarischen Werktätigen MDP (Magyar Dolgozók Pártja).

### Abgeordneter, ZK-Sekretär und Machtverlust nach dem Volksaufstand 1956

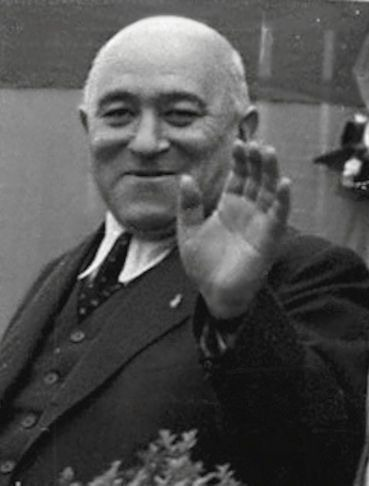
Als Anhänger von MDP-Generalsekretär Mátyás Rákosi war Béla Vég zwischen 1953 und 1956 ZK-Sekretär.

Als Mitglied der ersten ungarischen Gruppe absolvierte Béla Vég von Oktober 1950 bis November 1952 ein Studium an der Parteihochschule der KPdSU „Wladimir Iljitsch Lenin“, der höchsten politischen Ausbildungsinstitution der Kommunistischen Partei der Sowjetunion. Nach seiner Rückkehr fungierte er zwischen November 1952 und Juni 1953 als Leiter des Büros des ZK der MDP. In der Zwischenzeit war er Anfang Januar 1953 zusammen mit Ernő Gerő, Mihály Farkas und László Piros Mitglied des Ausschusses zur Vernehmung des Leiters der Staatsschutzbehörde ÁVH (Államvédelmi Hatóság), Gábor Péter. Bei der Parlamentswahl am 17. Mai 1953 wurde er auf der Budapester Liste der Ungarischen Volksfront für Unabhängigkeit (Magyar Függetlenségi Népfront) zum Mitglied der Nationalversammlung gewählt und gehörte dieser bis zum 16. November 1958 an.
Auf einem ZK-Plenum wurde er am 28. Juni 1953 Mitglied des ZK der MDP und gehörte diesem Gremium nach seiner Bestätigung auf dem II. Parteikongress am 30. Mai 1954 sowie auf dem ZK-Plenum am 21. Juli 1956 bis zum 31. Oktober 1956 an. Darüber hinaus wurde er neben Lajos Ácz als Anhänger des MDP-Generalsekretärs Mátyás Rákosi auf dem ZK-Plenum am 28. Juni 1953 auch einer der Sekretäre des ZK und bekleidete diese Spitzenfunktion bis zu einem weiteren ZK-Plenum am 24. Oktober 1956, wobei die drei im Zeitraum Juli bis November 1956 als Triumvirat die Parteiführung bildeten. Neben ihm gehörten István Dénes, Árpád Házi, László Piros, Lajos Ács, Béla Szalai, Rudolf Földvári, András Hegedüs, István Hidas, István Kristóf, Gyula Egri und János Matolcsi zu den jungen Anhängern Rákosis, die ihre politischen Karrieren unter dessen Förderung zu Beginn der 1950er Jahre begannen. Zugleich war er zwischen dem 3. Juli 1953 und dem 30. Juli 1956 auch Mitglied des Präsidialrates der Ungarischen Volksrepublik (Magyar Népköztársaság Elnöki Tanácsa), des kollektiven Staatspräsidiums. Er war vom 23. bis 29. April 1956 Leiter der ungarischen Delegation auf dem III. Parteitag der Partei der Arbeit Koreas (PdAK). Im Juli 1956 trafen sich in einer Sitzungspause der Zentralkomitees Veg und Sándor Nógrádi, Leiter der Agitations- und Propagandaleitung des ZK der MDP, mit dem ehemaligen Ministerpräsidenten Imre Nagy. Dieser gab offen zu, dass er Fehler begangen habe, aber der XX. Parteitag der KPdSU, der mit einer fünfstündigen Geheimrede von Nikita Sergejewitsch Chruschtschow die Entstalinisierung in der Sowjetunion vorbereitete, habe ihn und nicht den stalinistischen Kurs Rákosis bestätigt.
Während der Revolution und des Freiheitskampfes im Volksaufstand (23. Oktober bis 4. November 1956) floh Vég am 1. November 1956 zu den sowjetischen Truppen. Neben ihm begaben sich auch andere orthodoxe Stalinisten wie Erzsébet Andics und Béla Szalai nach Szolnok, wo die Sowjetarmee auf Grund des Warschauer Paktes einen Stützpunkt unterhielt, mit dem Ziel, unter dem Schutz der Sowjettruppen einen stalinistischen Kern der Partei zu bilden. Er war daraufhin zwischen dem 6. und dem 17. November 1956 Vertreter der MDP beim sowjetischen Oberkommando. Nach der Niederschlagung des Volksaufstandes trat er in die aus der Partei der Ungarischen Werktätigen MDP hervorgegangene Ungarische Sozialistische Arbeiterpartei MSZMP (Magyar Szocialista Munkáspárt) ein, die von seinem früheren Vorgesetzten János Kádár als Erster Sekretär des ZK geleitet wurde. Er war daraufhin von 1957 bis 1959 Leiter der Industrieabteilung des Parteikomitees des XIII. Budapester Bezirks. Er wurde dann Direktor der Chemischen Maschinen- und Heizkörperfabrik, der späteren Budapester Chemische Maschinenfabrik, übernahm aber keine politische Position mehr.
Für seine Verdienste erhielt er den Verdienstorden des Roten Banners der Arbeit (Munka Vörös Zászló érdemrendje, 1955) sowie den Verdienstorden für Arbeit (Munka Érdemrend, Gold, 1968 und 1979).

## Hintergrundliteratur
- Tibor Huszár: Kádár 1, 2010, ISBN 978-963-09-6387-9 (Onlineversion (Auszug))
- The 1956 Hungarian Revolution. A History in Documents, 2002, ISBN 978-963-386-386-2 (Onlineversion (Auszug))
- Peter Gosztony, Walther Hofer: Der ungarische Volksaufstand in Augenzeugenberichten, 1966

## Weblink
- Vég, Béla. In: nevpont.hu. Abgerufen am 1. März 2023 (ungarisch).